# Kanton Grand Couronné
Kanton Grand Couronné (fr. Canton du Grand Couronné) je francouzský kanton v departementu Meurthe-et-Moselle v regionu Grand Est. Tvoří ho 24 obcí. Zřízen byl v roce 2015.

## Obce kantonu
- Agincourt
- Amance
- Art-sur-Meurthe
- Bouxières-aux-Chênes
- Buissoncourt
- Cerville
- Champenoux
- Dommartin-sous-Amance
- Erbéviller-sur-Amezule
- Eulmont
- Gellenoncourt
- Haraucourt
- Laître-sous-Amance
- Laneuvelotte
- Laneuveville-devant-Nancy
- Lenoncourt
- Mazerulles
- Moncel-sur-Seille
- Pulnoy
- Réméréville
- Saulxures-lès-Nancy
- Seichamps
- Sornéville
- Velaine-sous-Amance